# The Coatinc Company
The Coatinc Company Holding GmbH mit Sitz in Siegen ist eine internationale Unternehmensgruppe, tätig im Bereich der Oberflächenveredelung von Stahl und Metall. Es werden 1.500 Mitarbeiter an den 22 eigenen Standorten beschäftigt und es wird ein Umsatz von rund 185 Mio. Euro erwirtschaftet. Die Gruppe hält darüber hinaus weitere Beteiligungen. Inklusive dieser betreibt man 32 Standorte mit 2.200 Beschäftigten und generiert einen Umsatz von etwa 300 Mio. Euro. Der Konzern ist das älteste, industriell produzierende Familienunternehmen Deutschlands, an dem seit 1991 die britische Firma B.E. Wedge Ltd. aus Willenhall mit 49 Prozent beteiligt ist.

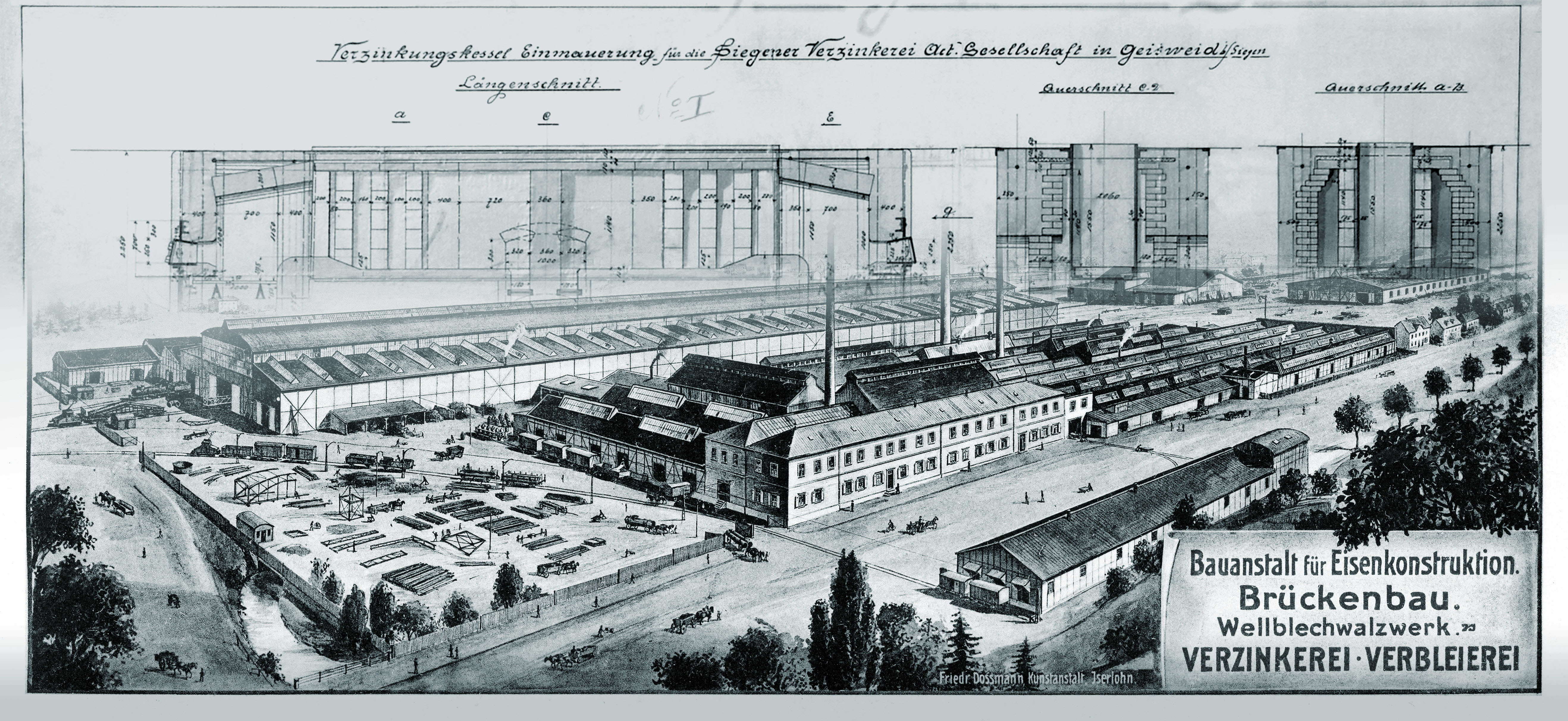
The Coatinc Company

## Geschichte
The Coatinc Company mit Sitz und Wurzeln im Siegerland hat sich seit mehr als 500 Jahren von einem Hammerwerk, gegründet von dem Zunftmeister der Stahlschmiede, Heylmann Dresseler, über die Eisen- und Stahlherstellung und Weiterverarbeitung hin zu einem breit aufgestellten Dienstleister im Bereich der Oberflächenveredlung von Metall, mit dem Fokus auf die Feuerverzinkung, entwickelt. Die Unternehmensgruppe befindet sich seit 17 Generationen in Familienbesitz und ist damit das älteste Familienunternehmen des verarbeitenden Gewerbes Deutschlands. Seit der Gründung im Jahr 1502 war die Familie immer in der Montan- sowie der Eisen- und Stahlindustrie tätig und ist es bis heute. Dies ist auch darauf zurückzuführen, dass das Siegerland eine der ältesten und bedeutendsten europäischen Montanregionen ist; so erzeugten und verarbeiteten bereits die Kelten Eisen im Siegerland. Diese Entwicklung setzte sich über das ausgehende Mittelalter bis in die Anfangszeit der Industrialisierung fort. Das Zentrum dieser Region war Siegen mit dem Hof der Nassau-Siegener Fürsten, und hier war auch die Familie Dresler bis in die Mitte des 19. Jahrhunderts beheimatet.
Mit dem Einzug der Eisenbahn und der Förderung der Kohle im Ruhrgebiet zur Mitte des 19. Jahrhunderts begann in der Familie Dresler die Diversifizierung und sie war maßgeblich an der Gründung von überregional bedeutenden Unternehmen beteiligt, zu denen die früheren Stahlwerke Südwestfalen, heute Edelstahlwerke sowie die SAG in Geisweid als die wichtigsten gehörten. In diese Zeit fiel auch der Umzug der Familienstämme von Siegen nach Kreuztal, weil Johann Heinrich Dresler III das Kreuzthaler Walzwerk übernommen und es zu einem Drahtwerk umgebaut hatte. Seine zwei Söhne bewohnten danach jeder ein herrschaftliches Haus gegenüber der Firma: Heinrich Adolf die Weiße Villa und Wilhelm die Gelbe Villa. Beide Häuser bilden heute den Mittelpunkt von „Dreslers Park“.
Heinrich Adolf Dresler, der 13. in der Stammfolge, hatte mit seiner Gemahlin Clementine, geb. Klein, elf Kinder. Sie war eine Tochter des Firmengründers der Eisengießerei und Maschinenfabrik Klein zu Dahlbruch, später Siemag Dahlbruch, heute SMS. Ihr erstgeborenes Kind war Luise, die den ev. Pfarrer und Superintendenten Alfred Niederstein heiratete. Luises Bruder Hans leitete die Siegener Aktiengesellschaft bis 1945, er wurde danach von Werner Niederstein, dem Sohn von Alfred und Luise Niederstein, abgelöst, der den Vorstand des Unternehmens übernahm. Die SAG bildete die Basis von The Coatinc Company heute. Deren Geschäftsführender Gesellschafter Paul Niederstein, stammt in der 17. Generation in direkter Linie von dem Urahn der Dreslers ab.

## Produkte und Verfahren
Neben der Normal- und Hochtemperatur- sowie Schleuderverzinkung werden Nass- und Pulverbeschichtungen (beide auch im Duplex-Verfahren), die Anodisierung für Aluminium und die Passivierung angeboten. Ein Alleinstellungsmerkmal ist das Hochtemperaturverzinkungsverfahren, welches in der Gesellschaft Coatinc PreGa GmbH & Co. KG gebündelt ist. PreGa steht für Precision Galvanizing – ein Verfahren, das vom Unternehmen selbst entwickelt und zur Marktreife geführt wurde.
Insgesamt werden über 450.000 Tonnen Stahl und mehrere Millionen Quadratmeter Stahl und Metall pro Jahr für die fünf Geschäftsfelder Stahlbau, Stahlhandel, Serienprodukte, Schlosserkunden und Automotive veredelt. Außerdem ist das Unternehmen im Bereich der Verpackung und Logistik tätig.

## Auszeichnungen
- „Innovationspreis Feuerverzinken 2012“ für die hochtemperaturverzinkte Komponente des Sportwagens BMW M6
- „Stahl-Innovationspreises 2012“ für das hochtemperaturverzinkte Hochwasserschutzsystem „HWS-mobil“

## Standorte
Standorte des Unternehmens befinden sich in Deutschland (Bochum, Groß-Rohrheim, Peine, Saarlouis, Siegen, Würzburg, Wildeshausen), den Niederlanden (Alblasserdam, Amsterdam, Barneveld, De Meern, Groningen, Mook en Middelaar, Roermond, Scherpenzeel), Belgien (Ninove), Tschechien (Decin, Ostrava, Roudnice), der Slowakei (Malacky), der Türkei (Gebze, İzmit, Çorlu), Vereinigte Staaten von Amerika (Chula Vista) und Mexiko (Tijuana).